# کوکو (بازیکن فوتبال)
کوکو (انگلیسی: Kuku؛ زادهٔ ۲۷ اوت ۱۹۸۹) بازیکن فوتبال اهل اسپانیا است.